# Londoner Vertrag (1818)
Die Convention respecting fisheries, boundary, and the restoration of slaves, wie der Vertrag von 1818 zwischen den Vereinigten Staaten und dem Vereinigten Königreich Großbritannien und Irland offiziell heißt – andere Bezeichnungen sind Londoner Konvention, Anglo-Amerikanische Konvention von 1818, Konvention von 1818 oder Londoner Vertrag von 1818 – regelte offene Grenzstreitigkeiten zwischen beiden Staaten und ermöglichte eine gemeinsame Erschließung und Besiedelung des Oregon Country, das in der britischen und kanadischen Geschichte als Columbia District der Hudson’s Bay Company bezeichnet wird und einschließlich des südlichen Teils des Distrikts New Caledonia.

## Regelungen des Vertrages
Der Vertrag, der auch als Convention respecting fisheries, boundary, and the restoration of slaves, Convention of Commerce (Fisheries, Boundary and the Restoration of Slaves) und Convention of Commerce between His Majesty and the United States of America zitiert wird, bestand aus sechs Artikeln:
- Artikel I regelte die Fischfangrechte für die Vereinigten Staaten an den Küsten von Neufundland und Labrador.
- Artikel II setzte die Grenze zwischen Kanada und den Vereinigten Staaten entlang „einer Linie, die von dem nordwestlichsten Punkt des Lake of the Woods, [nach Süden und dann] entlang des 49. Grades nördlicher Breite gezogen wurde …“ bis zu den „Stony Mountains“[3] (die heute als Rocky Mountains bezeichnet werden). Damit wurde ein Grenzstreit beigelegt, den die Ignorierung der tatsächlichen Geographie verursachte, als 1783 die Grenze im Vertrag von Paris festgelegt wurde. Dieser Vertrag hatte den Amerikanischen Unabhängigkeitskrieg beendet und die Grenze zwischen den Vereinigten Staaten und den britischen Besitzungen im Norden entlang einer Linie festgelegt, die vom Lake of the Woods westwärts zum Mississippi River führen sollte. Die Parteien hatten damals allerdings nicht bemerkt, dass der Fluss gar nicht so weit in den Norden reichte, sodass eine solche Linie gar nicht den Fluss treffen konnte. Der neue Vertrag schuf so den anormalen Northwest Angle, einen kleinen Abschnitt des US-Bundesstaates Minnesota, welcher der einzige Teil der Vereinigten Staaten mit Ausnahme Alaskas ist, der nördlich des 49. Breitengrades liegt.
- Artikel III regelte die gemeinsame Kontrolle des Landes im Oregon Country für zehn Jahre. Beide Seiten konnten Land beanspruchen und sich frei in dem Gebiet bewegen.
- Artikel IV bestätigte die Anglo-Amerikanische Konvention von 1815, die den Handel zwischen den beiden Ländern regelte, für weitere zehn Jahre.
- Artikel V bezog sich auf Differenzen über einen Anspruch der Vereinigten Staaten in der Auslegung des Vertrags von Gent, der den Krieg von 1812 beendet hatte. Der Vertrag von Gent hatte festgelegt, dass Sklaven, die zum Zeitpunkt der Unterzeichnung des Vertrages sich auf britischem Gebiet oder Marineschiffen befanden, übergeben werden. Die Vereinigten Staaten legten die Bestimmung so aus, dass diese Sklaven Eigentum der US-Bürger seien und verlangte Rückgabe oder Kompensation. Der Vertrag von 1818 regelte, dass diese Sklaven an einen befreundeten Souverän oder Staat, der zu diesem Zweck benannt werden soll übergeben werden.[3]
- Artikel VI legte fest, dass die Ratifizierung innerhalb von sechs Monaten nach Vertragsunterzeichnung erfolgen würde.

## Geschichte
An den Vertragsverhandlungen nahmen auf US-amerikanischer Seite Albert Gallatin, US-Gesandter in Frankreich, sowie Richard Rush, US-Gesandter in London, und auf britischer Seite Frederick John Robinson, Schatzmeister der Royal Navy, und Henry Goulburn, ein Unterstaatssekretär, teil. Der Vertrag wurde am 20. Oktober 1818 unterzeichnet und die Ratifizierungsnoten wurden am 30. Januar 1819 ausgetauscht. Der Vertrag von 1818 war somit zusammen mit dem Rush-Bagot-Vertrag von 1817 der Beginn der freundschaftlichen Beziehungen zwischen dem Vereinigten Königreich und seinen früheren Kolonien in Nordamerika und ebnete den Weg für die künftigen gute Nachbarschaft zwischen den USA und Kanada.
Trotz der relativ freundschaftlichen Eigenschaften der Vereinbarung ergaben sich in den nächsten beiden Jahrzehnten heftige Machtkämpfe um die Kontrolle des Oregon Country. Die im britischen Besitz stehende Hudson’s Bay Company hatte zuvor ein Handelsnetz aufgebaut, das sein Zentrum in Fort Vancouver am unteren Columbia River hatte (andere Forts lagen dort, was heute der Osten Washingtons und Idaho ist), sowohl an der Küste Oregons und im Puget Sound, führte eine rohe Kampagne, um das Eindringen US-amerikanischer Pelzhändler in das Gebiet zu begrenzen. Während der 1830er-Jahre, als in den Vereinigten Staaten der politische Druck zu einer Annektierung der Region wuchs, unternahm die Company den Versuch, Tiere, deren Felle gefragt waren, im Oregon Country auszurotten, um damit einerseits den eigenen Gewinn zu maximieren und andererseits die Ankunft US-amerikanischer Jäger und Siedler zu verzögern. Diese Politik der Abschreckung von Siedlern wurde allerdings in gewissem Umfang durch John McLoughlin unterlaufen, der regelmäßig die über den Oregon Trail eintreffenden Einwanderer begrüßte und mit Hilfen versorgte. McLoughlin war Repräsentant der Hudson’s Bay Company in Fort Vancouver.
In der Mitte der 1840er-Jahre führten die Einwanderungswelle, sowie die politische Bewegung, die den Anspruch auf das komplette Territorium begründete und sich zum Oregon-Grenzstreit entwickelte, zu einer Neuverhandlung der Vereinbarung. Der Oregon-Kompromiss legte 1846 den 49. Breitengrad endgültig als Grenze beider Staaten bis zum Pazifik fest.